# Associazione Calcio Sandonà 1922
L'Associazione Calcio Sandonà 1922 A.S.D., nota semplicemente come Sandonà 1922 o Sandonà, è una società calcistica italiana di San Donà di Piave. Milita in Eccellenza, quinta divisione del campionato italiano di calcio.
Dalla stagione 2010-2011 alla stagione 2012-2013 si chiamava SandonàJesolo Calcio, dopo che l'Unione Sportiva Città di Jesolo si era trasferita a San Donà di Piave.
Nel 2013, la società rinuncia ad iscriversi al campionato di Serie D e nel settembre dello stesso anno viene iscritta in Terza Categoria con il nome di A.S.D. Città di San Donà di Piave.
Nella stagione 2014-2015 vince il suo girone di Terza Categoria e viene quindi promossa in Seconda Categoria.
Dalla stagione 2019-2020, dopo un accordo con l'A.C. Sandonà 1922 A.S.D., quest'ultima società limita la propria attività al settore giovanile ed un'unica prima squadra rappresentante la Città viene iscritta al campionato di Eccellenza.

## Storia

### Dalle origini al 1945

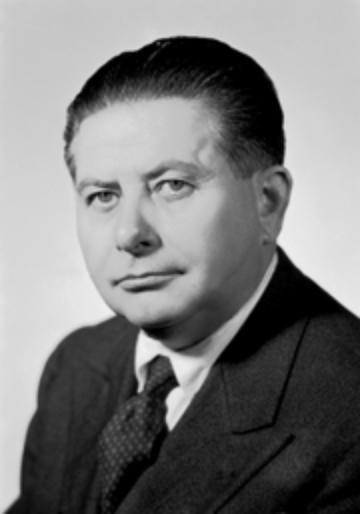
Celeste Bastianetto, secondo presidente del San Donà

La storia biancoceleste inizia nel 1922. Sono anni pionieristici dove il gioco prevale sullo sport e solo in un secondo tempo si pensa all'organizzazione dei campionati. Così che solo nel 1929 alla costituzione del Comitato U.L.I.C. del Basso Piave inizia il vero corso sportivo del calcio sandonatese. In quello stesso anno viene costruito anche lo Stadio del Littorio, dedicato nel secondo dopoguerra a Verino Zanutto, e che sarà sempre il giusto palcoscenico delle gare del San Donà.
Dopo due campionati U.L.I.C. i biancocelesti entrano nei campionati federali della FIGC. Anni comunque difficili, dopo quattro stagioni la società biancoceleste si scioglie per problemi economici. La società però si ricostituisce nel 1936 partecipando al campionato Propaganda. 

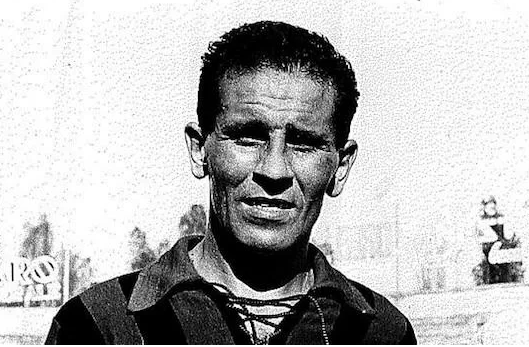
Arturo Silvestri, 4 stagioni in biancoceleste, di cui 2 in Serie C

La stagione seguente è in Seconda Divisione iniziando un'ascesa che la porta a conquistare la serie C nel campionato 1938-1939 grazie anche all'esperienza di un giocatore come Gastone Prendato che guida il San Donà nella doppia veste di allenatore e giocatore. Brillante la prima stagione in Serie C dove si mette in mostra il portiere Guerrino Striuli, poi passato in Serie A alla Triestina assieme al difensore Pavan. In quella stagione i biancocelesti ebbero anche la soddisfazione di battere il Vicenza, vero dominatore del campionato e vincitore delle finali nazionali. Più difficile è stata la stagione seguente. Dopo un girone di andata vissuto ai vertici, gli eventi bellici portarono molti dei suoi giocatori sui fronti di guerra tanto che la società fu costretta al ritiro. Al termine di questa stagione Arturo Silvestri si trasferì prima alla Fiorentina e successivamente al Pisa per poi essere brillante protagonista nel dopoguerra in Serie A con la maglia del Modena e soprattutto del Milan. Con i rossoneri conquistò due Scudetti, 1 Coppa Latina e debuttò nella Nazionale Italiana.

### Dopoguerra e anni 1950

Bruno Alfier, giocatore del San Donà tra 1948 e 1950 e 1959 e 1960

Nel dopoguerra  la ripartenza è ancora in Serie C. Le prime annate non sono propriamente del livello di quelle vissute in precedenza, i gironi sono formati a base regionale. Tra le file biancocelesti si mette in luce Giovanni Perissinotto che successivamente giocherà in Serie A con Udinese e Roma. Dopo una retrocessione al termine del campionato 1947-48 in Promozione causa riordino dei campionati, i biancocelesti riconquistano immediatamente la Serie C per giocarvi per un ulteriore triennio. Per il calcio sandonatese fu un periodo importante nel quale si confrontò con realtà calcistiche rilevanti e dove si misero in luce molti giovani che saranno poi ceduti nelle categorie maggiori come Bruno Alfier al Palermo, Rino Carlini e Ivan Firotto al Genoa, Sergio Mion al Legnano.

Giovanni Perissinotto, miglior marcatore della storia del San Donà

Con l'adozione del Lodo Barassi venne riformata la Serie C e istituita la IV Serie, già all'inizio della stagione 1951-52 il San Donà sapeva di non essere in grado di mantenere la Serie C. Si diede dunque spazio ai giovani mentre in panchina debuttò Guerrino Striuli che, dopo essere diventato un giocatore simbolo della Triestina smessi i guanti da portiere iniziò la carriera da allenatore. Le stringenti difficoltà economiche del sodalizio biancoceleste si ripercossero anche nella stagione seguente, con la retrocessione dalla IV Serie e il ritorno ai campionati regionali. Il periodo fu talmente difficile che nel 1954 la dirigenza sandonatese sottoscrisse una convenzione con il Venezia. La squadra neroverde avrebbe sostenuto economicamente il San Donà ed in cambio ogni anno gli elementi migliori sarebbero approdati alla squadra veneziana. In questo periodo passarono in laguna tra gli altri giocatori del calibro di Francesco Canella, Adriano Maschietto e Bruno Visentin.
Nel 1957 venne meno l'accordo con il Venezia ma questo coincise con la rinascita sportiva del San Donà grazie ai presidenti Egidio Teso e Luigi Ferrari. In quegli anni vi è anche il ritorno in maglia biancoceleste di Giovanni Perissinotto nella doppia veste di allenatore e giocatore. Nonostante la vittoria nel Campionato Dilettanti 1958-59 i biancocelesti non vennero ammessi nella nuova serie D a causa dell'entrata in vigore della riforma Zauli. Così che solamente l'anno seguente il San Donà riuscì a conquistare la serie D dopo aver vinto nuovamente il campionato.

### Anni 1960 e 1970

Celestino Celio, allenatore del San Donà in Serie D tra 1969 e 1971

Gli anni sessanta sono un momento magico per il calcio biancoceleste che in questo periodo vide crescere tra le sue file giocatori del calibro di Elvio Salvori, Angelo Cereser ed Enzo Ferrari. A questi possiamo aggiungere anche il concittadino Gianfranco Bedin che però mai giocò in maglia biancoceleste trasferendosi presto all'Inter con la quale vinse 3 Scudetti, 1 Coppa dei Campioni e 2 Coppe Intercontinentali.

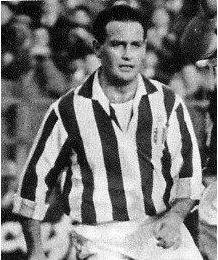
Humberto Rosa, allenatore del San Donà nel 1970-1971 e nel 1979-1980

Lungo diviene il percorso sandonatese in serie D tanto che la militanza in questa categoria continuò ininterrotta fino al 1972-73 per poi proseguire anche successivamente. Dopo i primi anni di serie D sotto la presidenza di Luigi Ferrari, seguì un periodo di incertezza che terminò con l'arrivo di Flaviano Mucelli. Se a livello societario le cose decisamente migliorarono i risultati non videro mai i biancocelesti lottare per la promozione. Pur tuttavia anche in questo periodo si misero in luce dei giocatori come Giacomo Vianello, Giancarlo Galdiolo e Maurizio Memo che successivamente arrivarono anche alla serie A.
Nel 1972-1973 non va a buon fine un campionato dove trovano molto spazio i giovani. La retrocessione in Promozione è di quelle pesanti da accettare. Ci vorranno due campionati per riconquistare la categoria perduta. A guidare dalla panchina i biancocelesti fu Francesco Canella che dopo aver iniziato la sua carriera da calciatore con il San Donà, iniziò con i biancocelesti anche quella da allenatore. Seguirono quattro campionati di serie D dove il San Donà non riuscì ad inserirsi nella lotta promozione per una serie C che nel frattempo si era divisa in Serie C1 e Serie C2. Le difficoltà arrivarono poi con l'abbandono della presidenza di Mucelli e nonostante qualche timido tentativo di riassetto societario, non da ultimo la creazione di una Società per azioni, la retrocessione arrivò inesorabile nel 1978-79.

### Anni 1980

Giorgio Zamuner, calciatore del San Donà dal 1982 al 1987 e dal 2000 al 2001

L'inizio degli anni ottanta regalarono al San Donà delle annate piuttosto buie che videro i biancocelesti sprofondare sino alla Prima Categoria, settima categoria nazionale. Solo nella stagione 1983-1984 ricominciò la risalita che nel giro di tre campionati vide i biancocelesti tornare in Interregionale. Una rinascita fondata sui giovani tra i cui protagonisti troviamo Giorgio Zamuner e Massimo Pavanel, ceduti entrambi al Forlì e che si misero poi lungamente in luce in serie C. Il ritorno in Interregionale è legato all'arrivo a San Donà della famiglia Agnoletto. I numerosi fratelli occuparono non solo i ruoli dirigenziali ma trovarono spazio anche in campo come in panchina. Ad allenare i biancocelesti per un triennio fu Andrea Agnoletto. Dopo due ottime stagioni di Interregionale giocate nelle posizioni di testa, al termine del campionato 1987-88 vi è un cambio al vertice societario con l'ascesa alla presidenza di Orfeo Granzotto. Grandi le ambizioni del presidente non sempre ripagate dai risultati sul campo. Legato nelle prime annate al tecnico Giorgio Belligrandi solo nella stagione 1989-90 la squadra sandonatese si confronterà per la vittoria del campionato, vinto poi dalla Pievigina.

### Gli anni 1990 e l'avventura tra i professionisti

Luigi Russo, calciatore del San Donà in Serie C2 tra 1996 e 1998

Dopo aver rischiato la retrocessione nella stagione 1990-1991, dove le retrocessioni furono ben sei, il San Donà fu parte di quell'Interregionale che lentamente si avviava a divenire prima il Campionato Nazionale Dilettanti e poi la Serie D. Nel 1992-1993 sotto la guida di Elvio Salvori nonostante un'ottima rosa i biancocelesti vennero inseriti in un girone complicato che li vide giocare anche in Toscana ma soprattutto li contrappose a quel Crevalcore che, dopo aver perso gli spareggi finali della stagione precedente, dominò anche questa stagione. La svolta vera per il San Donà arrivò nel campionato 1993-1994. Sotto la guida di Ezio Glerean e grazie alle reti di Adriano Meacci i biancocelesti vennero promossi in Serie C2 dopo un lungo duello con il Valdagno e il Bassano Virtus. Grazie ad un modulo di gioco molto offensivista e degli opportuni innesti nella stagione seguente il San Donà sfiorò addirittura la promozione diretta in Serie C1. La sconfitta a due giornate dalla fine con il Montevarchi condannò il San Donà ai play-off con il Fano, che vide poi i biancocelesti subito eliminati. Tanti i giocatori che si misero in evidenza in questo periodo come Ivone De Franceschi, Stefano Polesel, Mauro Mayer che poi seppero arrivare nelle serie maggiori, ma non da meno altri come Andrea Caverzan, Giulio Giacomin, Davide Zanon che alla pari del tecnico Ezio Glerean riproposero il modello vincente iniziato in biancoceleste al Cittadella arrivando sino alla Serie B.
Mantova, 13 giugno 1999, Stadio Danilo Martelli

Finale

 Triestina – San Donà 

0 – 1 d.t.s.
- Triestina: Palmieri, Scotti, Beltrame (55' Bernardi), Zamuner (55' Lo Prieno), Melucci, Bordin, Coti, Princivalli (71' Modesti), Godeas, Pasa, Gubellini.
Allenatore: Mandorlini.

- San Donà: Furlan, Bari (87' Facchini), Scantamburlo, Stampetta, Vecchiato, Sandrin, Damiani (58' Temporini, 65' Mestriner), Piovesan, Barban, Ciullo, Vascotto.
Allenatore: Rocchi.

- Arbitro: Saccani di Mantova
- Marcatori:  99’ Sandrin (rigore)

Dopo due annate di serie C2 Ezio Glerean lascia il Sandonà mentre iniziò il disimpegno progressivo di Orfeo Granzotto dalla presidenza. Per i biancocelesti tornò l'incertezza che li vide comunque salvarsi nella stagione 1996-1997 inizialmente sotto la guida di Mauro Tossani. È questa la stagione dove fece il suo debutto tra i professionisti anche Fabio Bazzani poi brillante giocatore in serie A tanto da riuscire anche a debuttare in Nazionale.
Nel 1997 sale alla presidenza Piergiuseppe Simonetto e affidò la panchina a Bruno Tedino. Poi come sempre accade i migliori risultati si ottengono quando meno si spera. E così è solo nella stagione 1998-1999 che i biancocelesti riuscirono a mettere a segno un'impresa incredibile ottenendo la promozione in Serie C1. A guidare i biancocelesti fu Renzo Rocchi, alle sue dipendenze tantissimi giocatori giovani che riuscirono a stupire tutti arrivando a disputare i play-off. Dopo aver eliminato il Rimini in semifinale, nella finale di Mantova il San Donà sconfisse nei supplementari grazie ad un rigore trasformato da Sandrin la Triestina a cui sarebbe stato sufficiente anche il pareggio per ottenere la promozione.

### Gli anni duemila

Andrea Manzo, allenatore del San Donà nella stagione 2000-2001

Era dagli anni cinquanta che il San Donà non si cimentava nella terza categoria nazionale ma ovviamente ciò mise di fronte la squadra biancoceleste ad un campionato di rilevante livello tecnico dove si ritrovò a mal partito una formazione sandonatese che ancora una volta puntava sui giovani. Persi gli elementi di maggior qualità come Francesco Ciullo e Evans Soligo per gli uomini del riconfermato allenatore Rocchi non fu un torneo semplice, tanto che alla fine arrivò la retrocessione diretta. Iniziò così una parabola discendente a cui si abbinarono rilevanti problemi economici. Sotto la guida del nuovo allenatore Andrea Manzo venne costruita una rosa formata da giovani e da giocatori provenienti dalla serie inferiore. La serie C2 si rivelò un torneo irto di difficoltà e al termine vi fu la seconda retrocessione consecutiva, anche questa volta da ultimo in classifica.
La doppia retrocessione riportava tra i dilettanti i biancocelesti dopo sette anni tra i professionisti. La situazione finanziaria non lasciava troppe speranze tanto che la dirigenza optò per la cessione del titolo alla squadra del Lido di Jesolo. Questi dunque ereditò la matricola 46220 del Sandonà, adottando i colori sociali neroazzurri e con la denominazione di Città di Jesolo partecipò al campionato di Serie D. Quanto al calcio sandonatese trovò comunque la forza di ripartire occupando quel posto lasciato libero dal Lido di Jesolo in Promozione e assumendo il nome di Associazione Calcio Sandonà 1922.

Maurizio Rossi, allenatore del San Donà nella stagione 2009-2010

Quella del 2001-2002 fu una ripartenza all'insegna della storia sandonatese. Grazie ad un gruppo di dirigenti tra i quali gli ex presidenti Orfeo Granzotto e Flaviano Mucelli si costituì una dirigenza forte che riuscì a mettere a disposizione del tecnico Mauro Tossani un gruppo di giocatori di buon livello, la maggior parte dei quali con un passato biancoceleste. La prima stagione non fu facile ma si concluse con la vittoria del campionato. L'anno seguente in Eccellenza i biancocelesti ancor più rafforzati sfiorarono la promozione in Serie D. Dopo aver perso il campionato nelle ultime giornate, vennero sconfitti nello spareggio per l'accesso ai play-off. E non andò meglio nemmeno nella stagione successiva quando sulla panchina biancoceleste sedette l'allenatore Giovanni Colella, subentrato a campionato in corso. Conquistati i play-off, nel doppio confronto con il Casalserugo avvenne una nuova eliminazione. Seguirono un paio di campionati in tono minore che videro comunque l'arrivo di giocatori dall'ottimo passato come l'ex Stefano Polesel e Walter Mirabelli. Nel campionato 2006-2007 arriva la tanto inseguita promozione alla serie D dopo un duello con l'Asolo Fonte arrivato sino ad uno spareggio finale.
Dopo sette anni il Sandonà 1922 raggiunge quella categoria che i biancocelesti non avevano potuto disputare in precedenza per la cessione del titolo e qui ritrova anche il Città di Jesolo. Nonostante tanti proclami per il Sandonà 1922 la nuova categoria quasi diviene un incubo con una situazione societaria quantomai complicata. Ancora una volta furono i problemi finanziari a caratterizzare il campionato dei biancocelesti. A novembre venne completamente rivoluzionata la squadra che nonostante le difficoltà riuscì quasi a salvarsi. Il Sandonà 1922 perse lo spareggio salvezza con la Sanvitese per poi uscir sconfitto anche dai play-out con il Montecchio. Nonostante la retrocessione i biancocelesti riuscirono ad ottenere il ripescaggio e a partecipare ad un nuovo campionato di Serie D. La situazione finanziaria non migliorò tanto che la squadra venne composta da tantissimi giovani, pur se con qualche giocatore esperto come Cristiano Masitto e Matteo Capecchi. Classifica che ancora una volta non premiò gli sforzi dei biancocelesti e alla fine il penultimo posto valse una nuova retrocessione. Nel 2009 dopo due retrocessioni consecutive e un peso debitorio rilevante si decise comunque di disputare il campionato di Eccellenza. Sulla panchina biancoceleste venne chiamato Maurizio Rossi e sono ancora una volta tanti i giovani impiegati, pur se con qualche elemento di grande esperienza come Simone Pavan o Andrea Boscolo. Ciò però non fu sufficiente tanto che arrivò una nuova retrocessione attraverso i play-out, doppia sconfitta contro la Miranese (0-1, 2-4). Sotto il fardello di una situazione finanziaria incredibilmente difficile la storia del Sandonà 1922 sembrò essere giunta al capolinea.

### Gli anni duemiladieci
Nel frattempo conosce qualche difficoltà anche il Città di Jesolo tanto che nell'estate 2010 la storia prende un percorso a ritroso. Stante le difficoltà economiche che portano alla non iscrizione del Sandonà 1922, il Città di Jesolo riporta a San Donà quel titolo sportivo acquisito dieci anni prima, adotta la denominazione SandonàJesolo Calcio e con essa i colori biancocelesti, mentre lo Stadio Zanutto torna a riassaporare la serie D. I programmi sono ambiziosi e nella prima stagione grossi sono gli investimenti. Sotto la guida di Bruno Tedino, tecnico che in passato ha allenato sia il Sandonà che il Città di Jesolo, i biancocelesti conquistano l'accesso ai play-off. Dopo aver eliminato Tamai e Venezia accedono alla fase nazionale venendo eliminati solo in semifinale dalla Turris, pur non avendo perso mai alcuna gara dei play-off. La stagione seguente nonostante un ridimensionamento nella rosa, la squadra coglie importanti soddisfazioni nella Coppa Italia riuscendo a raggiungere la finale, poi vinta dal Sant'Antonio Abate (1-2). Grazie al piazzamento in Coppa il SandonàJesolo viene ammesso ai play-off e i biancocelesti riescono a migliorare la semifinale raggiunta nella stagione precedente accedendo alla finale. Ma in una stagione dal sapore dolce e amaro la formazione di Bruno Tedino conquista una nuova piazza d'onore venendo sconfitta sul neutro di Arezzo dal Cosenza (2-3).
Nella terza stagione i biancocelesti ringiovaniscono ancor di più la formazione. Partiti con obiettivi di salvezza gli uomini di Tedino si mantengono sempre ben lontani dalla zona pericolo cogliendo degli ottimi risultati anche contro le squadre più quotate del girone. Numerosi i giovani messi in mostra con relative convocazioni nella Nazionale Dilettanti come nelle varie rappresentative. Pur tuttavia i problemi sorgono nell'estate a seguire quando i biancocelesti rinunciano all'iscrizione. A differenza delle precedenti occasioni non è una situazione debitoria a segnare la storia biancoceleste, ma questo non muta il destino, con il calcio sandonatese ancora alle prese con il fatto di non avere più una propria rappresentate in lizza in un qualsiasi campionato.
Dopo tre ottimi campionati la non iscrizione del SandonàJesolo ha portato ad una nuova riscrittura del corso storico del calcio sandonatese. Trascorsa un'intera estate nell'incertezza l'unica via per dare una continuità alla storia biancoceleste è il ripartire dal gradino più basso del calcio italiano. Alla Terza Categoria viene iscritto il Città di San Donà di Piave che in precedenza aveva curato il settore giovanile del Sandonà 1922 e successivamente collaborato sempre a livello giovanile anche con il SandonàJesolo, un debutto per una prima squadra ma nel segno della tradizione sandonatese. La giovane formazione biancoceleste non è troppo fortunata nel suo primo campionato di Terza Categoria. In campionato arriva al quinto posto sfiorando l'accesso ai play-off, mentre nella finale del Trofeo Veneto Orientale la cui vittoria vale il ripescaggio viene sconfitta ai rigori dal Team Biancorossi davanti a 2 000 spettatori. Pur tuttavia con rinnovate ambizioni anche nella stagione 2014-2015 si presenta ai nastri di partenza della Terza Categoria. Con la vittoria per 2-0 contro il Ciprianocatron del 19 aprile 2015 vince il girone A di San Donà di Piave della Terza Categoria veneta e viene promossa in Seconda Categoria. Nell'estate 2015 cambia la denominazione in Società Sportiva Dilettantistica Calcio San Donà. Nella stessa estate nasce a San Donà, dal cambio di denominazione dell'A.C.D. Passarella 93, squadra di Eccellenza, l'A.C. Sandonà 1922, che nonostante il nome richiami la società biancoceleste non ha a che fare con la storia del San Donà. Alla prima stagione in Seconda Categoria il San Donà conclude con un 8º posto, senza essere stata mai in corsa per i play-off, e con l'eliminazione al primo turno dalla Coppa Veneto di categoria. L'anno successivo migliora leggermente, terminando quinto, ma anche in questo caso non partecipa ai play-off per la troppa distanza della seconda classificata sulla terza. Nell'estate 2017 viene attuato un accordo tra le due società sandonatesi primo passo per una possibile fusione. Rimangono tali le due società con le rispettive matricole, le prime squadre e i titoli sportivi della stagione precedente, ampio invece l'accordo a livello giovanile. Nella stagione 2017-18 il San Donà coglie il sesto posto nel campionato di Seconda Categoria, al contempo il Sandonà 1922 di Eccellenza conquista la promozione alla Serie D. Si ripropongono così le condizioni affinché le due società possano unirsi. L'estate gela le attese e le due società continuano nei loro distinti cammini, con il San Donà che prosegue nel solco della Seconda Categoria, ottenendo il suo miglior piazzamento finale nei 4 anni in questo campionato, un 3º posto, ma venendo eliminato ai play-off di girone dal Musile Mille.
Il 1º luglio 2019 viene sottoscritto un accordo tra l'A.C. Sandonà 1922 A.S.D. e il S.S.D. Calcio San Donà in base al quale si pongono i presupposti per la fusione delle due squadre cittadine, a partire dalla stagione 2019-2020 viene iscritta una sola prima squadra al campionato di Eccellenza, di cui il Calcio San Donà curerà il settore giovanile. Nella stagione in cui anche il calcio è costretto a fermarsi causa l'emergenza sanitaria legata al COVID-19, il 6 gennaio 2020 il Sandonà vince la fase veneta della Coppa Italia Dilettanti.

### Gli anni duemilaventi
Alla pari di tutto il calcio italiano la stagione 2020-21 è stata fortemente condizionata dalla emergenza sanitaria COVID-19. Dopo un tentativo di iniziare il campionato, presto sospeso, nella primavera 2021 è stato disputato un campionato a ranghi ridotti su adesione volontaria per determinare la promozione di due squadre alla Serie D. Le diciannove squadre vennero divise in due gironi (17 venete e 2 del Friuli Venezia Giulia, regione che rinunciò all'organizzazione di questa fase), il San Donà terminò al quarto posto nel girone B. Causa le tante iscritte l'Eccellenza Veneto 2020-21 venne strutturata in tre gironi dove solo le prime due classificate avrebbero potuto partecipare a dei play-off per accedere alla Serie D. Una sconfitta all'ultima giornata relegò il Sandonà al terzo posto; al primo si classificò il Portogruaro, poi promosso, al secondo il Treviso, eliminato dopo spareggio. La stagione 2022-23 vide il campionato tornare al format dei due gironi, ma con un sovrannumero che obbligò le squadre a molti turni infrasettimanali. Anche in questa annata il Sandonà mancò l'accesso ai play-off, la sconfitta all'ultima giornata vide i biancocelesti terminare al sesto posto, ma causa distacco nemmeno il quinto posto avrebbe garantito l'accesso ai play-off.
Obiettivo play-off centrato nella stagione 2023-24 quando sino all'ultima giornata il Sandonà ha lottato per la vittoria del campionato. Classificato al secondo posto ha poi disputato la sola finale play-off contro il Conegliano 1907 ottenendo l'accesso alla fase nazionale. Opposto alla piemontese Fossano, il Sandonà è stato sconfitto in entrambe le gare venendo eliminato. Nuovamente tra le squadre che ambiscono ai vertici dell'Eccellenza 2024-25 nel girone B, il Sandonà ha vinto il 6 gennaio 2025 per la seconda volta nella sua storia la fase veneta della Coppa Italia Dilettanti. Qualificato direttamente ai play-off nazionali, ha superato il primo turno eliminando la Caronnese, venendo poi sconfitto in finale dal Leon.

## Colori e simboli

### Colori
La prima maglia è a righe verticali bianco-celesti, i pantaloncini e i calzettoni sono celesti. La seconda maglia è di colore rosso amaranto, con pantaloncini e calzettoni rosso amaranto.

### Simboli ufficiali

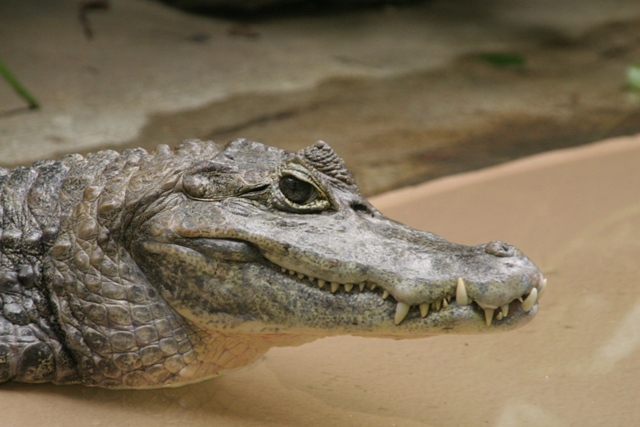
Un caimano, uno dei simboli del passato del San Donà

Uno dei simboli principali del Calcio San Donà è stato il caimano, principalmente per il nome di un gruppo di tifosi, i Caimani del Piave, nati nel 1994 e scioltisi nel 2011.

## Strutture

### Stadio

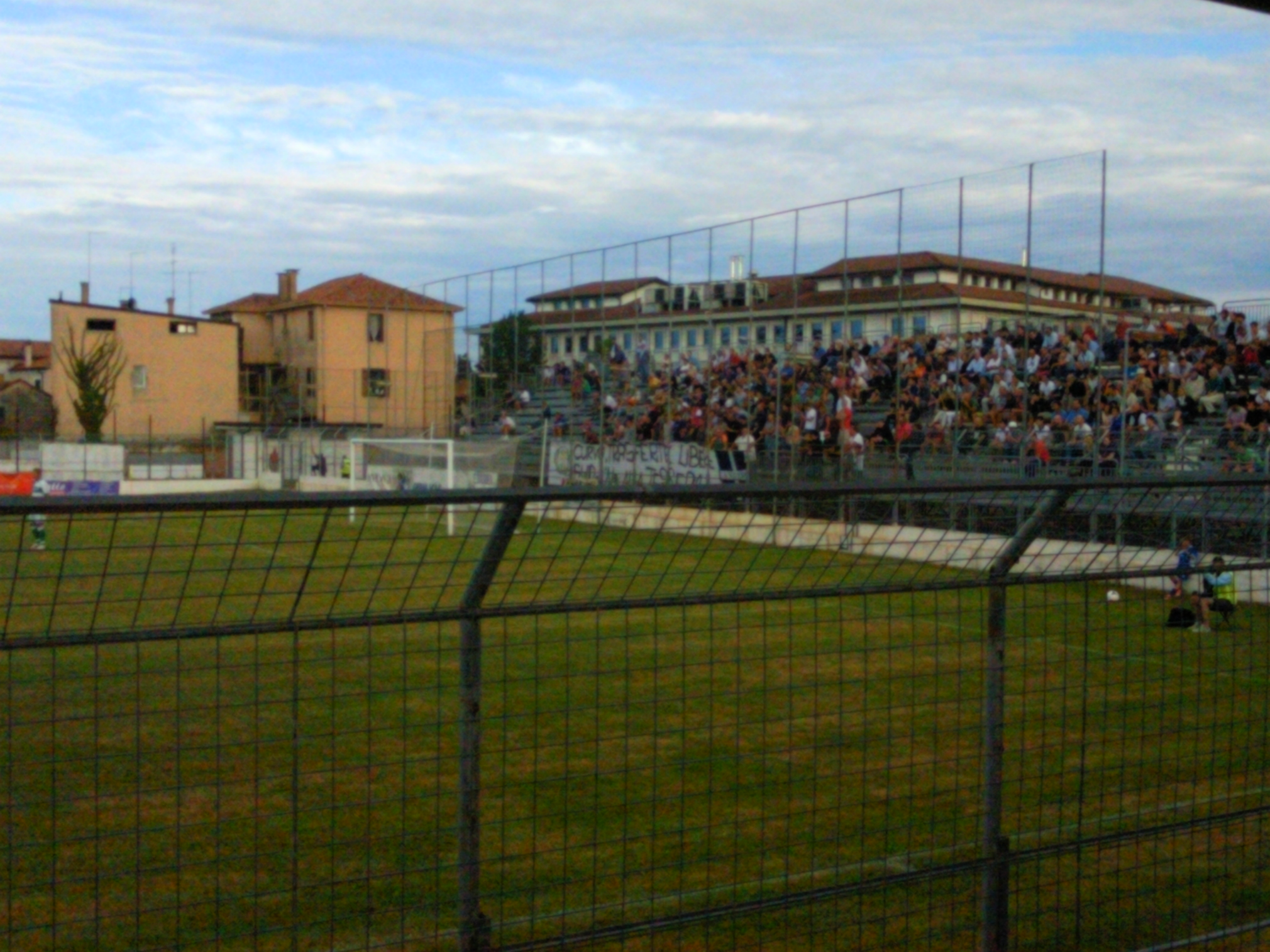
Lo Stadio Verino Zanutto, ha ospitato le gare interne del San Donà dal 1929 al 2017

I biancocelesti disputano le loro gare allo Stadio Verino Zanutto. Inaugurato l'8 dicembre del 1929 come Stadio del Littorio, fu intitolato, a partire dal secondo dopoguerra, a Verino Zanutto ex calciatore e membro della resistenza impiccato a Meolo il 22 aprile 1945.
Dal 2017 al 2019 la squadra ha giocato allo Stadio "Mario Davanzo" di San Donà di Piave, nelle vicinanze dello Stadio Romolo Pacifici, stadio casalingo del Rugby San Donà. Dopo l'accordo tra l'A.C. Sandonà 1922 A.S.D. e il S.S.D. Calcio San Donà le gare ufficiali della prima squadra tornano a disputarsi allo Stadio Verino Zanutto.

## Allenatori e presidenti
| Presidenti - 1922-1924 Alessandro Janna - 1924-1926 Celeste Bastianetto - 1926-1933 Alessandro Janna - 1933-1939 Carmelo Fiorentino - 1939-1940 Antonio Pietropoli - 1940-1941 Carlo Janna - 1941-1945 ??? - 1945-1946 Farina - 1946-1950 Nino Perissinotto - 1950-1951 Fabrizio Gorghetto - 1951-1954 Giovanni Pavan - 1954-1957 Giuseppe Dell’Armi - 1957-1959 Egidio Teso - 1959-1963 Luigi Ferrari - 1963-1964 Consiglio di reggenza - 1964-1966 Giacomo Vittorio Giannello - 1966-1967 Ambrogio Terzi - 1967-1977 Flavio Mucelli - 1977-1978 Ambrogio Terzi - 1978-1980 Rodolfo Gallo - 1980-1984 Egidio Galimberti - 1984-1986 Mario Agnoletto - 1986-1988 Pio Agnoletto - 1988-1992 Orfeo Granzotto - 1992-1993 Domenico Finotti - 1993-1996 Alfio Granzotto - 1996-1997 Armando Cancian - 1997-2001 Pier Giuseppe Simonetto - 2001-2007 Orfeo Granzotto - 2007-2009 Graziano Masiero - 2009-2010 Mauro Bugno - 2010-2013 Enzo Pavanetto - 2013-2019 Daniele Dorigo - 2019-2023 Ivan Siciliotto - 2023- Daniele Dorigo | Allenatori - 1922-1929 Ruggero Galassini - 1929-1935 Giovanni Depità - 1936-1938 Bruno Marusso - 1938-1941 Gastone Prendato - 1941-1943 ??? - 1943-1944 Alessandro Alfier - 1945-1946 Luigi Miconi - 1946-1947 ??? poi Luigi Miconi - 1947-1948 Luigi Miconi - 1948-1949 Giovanni Depità - 1949-1951 Giacomo Blason - 1951-1953 Guerrino Striuli e Giovanni Depità - 1953-1954 Giovanni Depità - 1954-1955 Giovanni Alberti - 1955-1956 Guerrino Striuli e Luigi Busidoni - 1956-1957 Guerrino Striuli - 1957-1958 Tito Brombara e Giovanni Perissinotto - 1958-1960 Giovanni Perissinotto - 1960-1961 Giovanni Perissinotto e Guerrino Striuli - 1961-1962 Omero Tognon poi Guerrino Striuli - 1962-1963 Giovanni Perissinotto - 1963-1964 Vittorio Tortora poi Ugo Callegari e Alessandro Alfier - 1964-1965 Gastone Prendato - 1965-1966 Silvano Balliana poi Gastone Prendato - 1966-1967 Guido Bona - 1967-1968 Guido Bona poi Giovanni Perissinotto poi Guido Bona - 1968-1969 Ugo Callegari - 1969-1970 Celestino Celio - 1970-1971 Celestino Celio poi Silvano Balliana poi Humberto Rosa - 1971-1972 Graziano Franzon - 1972-1973 Sergio Manente poi Bruno Visentin poi Sergio Manente - 1973-1977 Francesco Canella - 1977-1978 Sergio Realini - 1978-1979 Graziano Franzon poi Francesco Canella poi Graziano Franzon - 1979-1980 Humberto Rosa - 1980-1981 Danilo Campanarin - 1981-1984 Luciano Montagner - 1984-1985 Walter Frandoli - 1985-1988 Andrea Agnoletto - 1988-1990 Giorgio Belligrandi - 1990-1991 Giorgio Paraguai poi Giorgio Belligrandi - 1991-1992 Giorgio Belligrandi - 1992-1993 Elvio Salvori - 1993-1996 Ezio Glerean - 1996-1997 Mauro Tossani poi Alfredo Sebastiani poi Nikola Filipovic poi Valentino Leonarduzzi - 1997-1998 Bruno Tedino - 1998-2000 Renzo Rocchi - 2000-2001 Andrea Manzo poi Loris Bodo poi Renzo Rocchi poi Andrea Manzo - 2001-2003 Mauro Tossani - 2003-2004 Mauro Tossani poi Giovanni Colella - 2004-2005 Giovanni Colella - 2005-2006 Giovanni Colella poi Francesco Feltrin poi Giovanni Colella - 2006-2007 Giovanni Colella - 2007-2008 Giovanni Colella poi Tommaso Bellucci - 2008-2009 Tommaso Volpi poi Cristiano Masitto poi Tommaso Volpi - 2009-2010 Maurizio Rossi - 2010-2013 Bruno Tedino - 2013-2014 Nicolaj Biancotto - 2014-2015 Marco De Nobili poi (13.) Ivan Galante - 2015-2016 Giovanni Battista Berlese - 2016-2019 Luca Tuis - 2019-2020 Gianfranco Fonti poi (14.) Gianni Migliorini - 2020-2021 Gianni Migliorini - 2021-2022 Giulio Giacomin - 2022-2023 Davide Zanon poi Augusto Davanzo - 2023-2024 Alessandro Bisiol-Vincenzo Siciliano - 2024- Vincenzo Siciliano |

## Palmarès

La rosa del San Donà vincitrice del campionato veneto di Promozione 1974-1975

### Competizioni nazionali
- Promozione: 1

1948-1949
- Campionato Nazionale Dilettanti: 1

1993-1994 (girone D)

### Competizioni regionali
- Prima Divisione: 2

1938-1939, 1942-1943
- Promozione: 3

1974-1975, 1985-1986, 2001-2002
- Prima Categoria: 3

1959-1960, 1982-1983, 1983-1984
- Campionato Dilettanti: 1 (Girone D Veneto)

1958-1959
- Seconda Divisione: 1

1937-1938
- Eccellenza: 1

2006-2007
- Coppa Italia Dilettanti Veneto: 2

2019-2020, 2024-2025

### Competizioni provinciali
- Terza Categoria: 1

2014-2015

### Altri piazzamenti
- Serie C2:

Secondo posto: 1994-1995 (girone B)
Vittoria play-off: 1998-1999 (girone B)
- Serie D:

Finalista play-off: 2011-2012 (finali nazionali)
- Eccellenza:

Secondo posto: 2003-2004 (girone B)
Terzo posto: 2002-2003 (girone B)
Secondo posto: 2023-2024 (girone B)
Secondo posto: 2024-2025 (girone B)
- Scudetto Dilettanti:

Semifinalista: 1993-1994
- Coppa Italia Serie D:

Finalista: 2011-2012

## Statistiche e record

### Partecipazioni ai campionati
Campionati nazionali
| Livello | Categoria                       | Partecipazioni | Debutto   | Ultima stagione | Totale |
| ------- | ------------------------------- | -------------- | --------- | --------------- | ------ |
| 3º      | Serie C                         | 8              | 1939-1940 | 1951-1952       | 9      |
| 3º      | Serie C1                        | 1              | 1999-2000 | 1999-2000       | 9      |
| 4º      | Serie C2                        | 6              | 1994-1995 | 2000-2001       | 24     |
| 4º      | Promozione                      | 1              | 1948-1949 | 1948-1949       | 24     |
| 4º      | IV Serie                        | 1              | 1952-1953 | 1952-1953       | 24     |
| 4º      | Serie D                         | 16             | 1960-1961 | 1977-1978       | 24     |
| 5º      | Interregionale                  | 6              | 1986-1987 | 1991-1992       | 14     |
| 5º      | Serie D                         | 6              | 1978-1979 | 2012-2013       | 14     |
| 5º      | Campionato Nazionale Dilettanti | 2              | 1992-1993 | 1993-1994       | 14     |

Prospetto delle 47 stagioni disputate nelle leghe interregionali. A norma delle NOIF della FIGC, sono considerate professionistiche e concorrono alla tradizione sportiva cittadina le annate in Serie C, C1 e C2.
Campionati regionali
| Livello | Categoria             | Partecipazioni | Debutto   | Ultima stagione | Totale |
| ------- | --------------------- | -------------- | --------- | --------------- | ------ |
| 4º      | Seconda Divisione     | 2              | 1933-1934 | 1934-1935       | 5      |
| 4º      | Prima Divisione       | 3              | 1938-1939 | 1942-1943       | 5      |
| 5º      | Terza Divisione       | 2              | 1931-1932 | 1932-1933       | 19     |
| 5º      | Seconda Divisione     | 1              | 1937-1938 | 1937-1938       | 19     |
| 5º      | Promozione            | 4              | 1953-1954 | 1956-1957       | 19     |
| 5º      | Campionato Dilettanti | 2              | 1957-1958 | 1958-1959       | 19     |
| 5º      | Prima Categoria       | 1              | 1959-1960 | 1959-1960       | 19     |
| 5º      | Promozione            | 2              | 1973-1974 | 1974-1975       | 19     |
| 5º      | Eccellenza            | 7              | 2019-2020 | 2025-2026       | 19     |
| 6º      | Promozione            | 4              | 1979-1980 | 1985-1986       | 10     |
| 6º      | Eccellenza            | 6              | 2002-2003 | 2009-2010       | 10     |
| 7º      | Prima Categoria       | 3              | 1981-1982 | 1983-1984       | 4      |
| 7º      | Promozione            | 1              | 2001-2002 | 2001-2002       | 4      |
| 8º      | Seconda Categoria     | 4              | 2015-2016 | 2018-2019       | 4      |
| 9º      | Terza Categoria       | 1              | 2014-2015 | 2014-2015       | 1      |
| 10º     | Terza Categoria       | 1              | 2013-2014 | 2013-2014       | 1      |

### Statistiche individuali
| Record di presenze in campionato - 322 Roberto Cecconi (1985-1995) - 220 Roberto Capiotto (1967-1976) - 219 Alberto Rizzetto (1988-1995) - 209 Mirko Castellan (1985-1993) - 205 Giovanni Perissinotto (1945-1948; 1957-1963) - 201 Massimiliano Striuli (1986-1995) - 200 Giampaolo Drigo (1973-1983) - 196 Giovanni Guerrato (1965-1974) - 190 Marino Scattolin (1973-1980) - 189 Antonio Cornaviera (1953-1963) | Record di reti in campionato - 70 Giovanni Perissinotto (1945-1948; 1957-1963) - 64 Giorgio Zamuner (1982-1987; 2000-2001) - 60 Adriano Meacci (1992-1995) - 56 Italo Beffagna (1958-1963; 1966-1967) - 52 Bruno Moro (1971-1976) - 41 Bruno Alfier (1948-1950; 1959-1960) - 41 Maximilian Ferrarese (2014-2016; 2017-2018) - 38 Walter Mirabelli (2004-2008) - 34 Ivan Costoli (2001-2005) - 34 Antonio Guerrato (1953-1954; 1958-1961) |

## Tifoseria

### Storia
La tifoseria dell'A.C. Sandonà 1922 è stata rappresentata per 17 anni dal gruppo dei Caimani del Piave, nome che ricordava l'omonimo gruppo di nuotatori dell'esercito italiano impegnato durante la prima guerra mondiale. I Caimani sorsero il 22 dicembre 1994 e si sono sciolti il 1º ottobre 2011. Altri gruppi che formavano la curva del San Donà erano New Generation (formato prevalentemente da ragazzi provenienti da Jesolo), nato nel 1996, Banda Casta, GTC, Nuove Leve, Razza del Piave, Tipi Strani, Gruppo Pampers, Alti Spalti (gli ultimi due composti esclusivamente da sandonatesi). Fino al 2018 la tifoseria si riconosceva dietro lo striscione storico "Sandonà" ed era composta da supporters provenienti da San Donà e frazioni, Jesolo ed Eraclea. 
Nel 2015 la curva decide di non seguire l'A.C. Sandonà 1922 in Eccellenza, squadra sorta dal cambio di denominazione dell'A.C.D. Passarella '93, ma di continuare a sostenere il Calcio San Donà in Seconda Categoria.. Nell'estate 2017 a seguito dell'accordo tra le due società ritenuto insoddisfacente in particolare per il mantenimento di entrambe le prime squadre, la Curva Sud decide per la propria autosospensione. Nel settembre 2018 stante l'immutata situazione societaria la Curva Sud opta per lo scioglimento del gruppo. Nella stagione 2019-2020 con il ritorno ad una sola prima squadra, il tifo è tornato in Curva Sud a seguire la squadra in Eccellenza.

### Gemellaggi e rivalità
La tifoseria sandonatese ha diverse amicizie, la più importante è quella con la Curva Sud VeneziaMestre, gruppo ultras del Venezia, ma ci sono rapporti anche con la curva del Clodia Sottomarina (che nel 2019 è ritornata a seguire l'Union Clodiense CS), con le tifoserie di Viterbese (con cui in passato c'è stato un gemellaggio) e Castel San Pietro (quest'ultima squadra non esiste più, avendo cessato la sua attività nel 2012). La più recente amicizia (nata nel 2022) è stata instaurata con gli Ultras Spinea, gruppo ultras nato nel 2020.
La maggiore rivalità è quella con i tifosi del Treviso, soprattutto per l'amicizia con i tifosi del Venezia, storici rivali di quelli trevigiani. Altre rivalità sono quelle con le tifoserie di Cittadella, Mantova, Montevarchi, Rimini, Legnano e Giorgione .